# García IV. (Navarra)

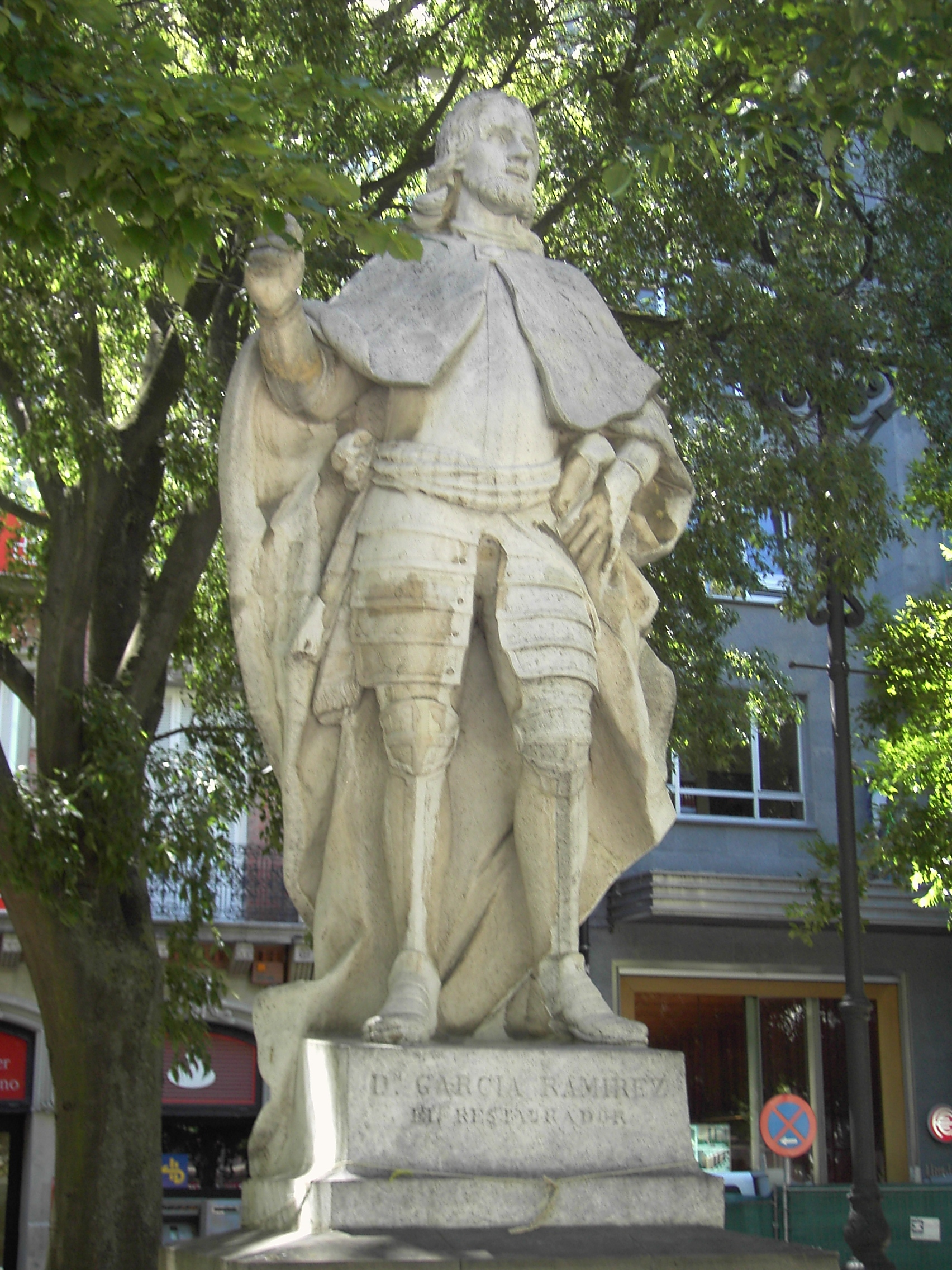
García IV. Ramírez, Statue in Pamplona (um 1750–53)

García IV. der Restaurator (baskisch Gartzia Berrezarlea, spanisch García el Restaurador; * um 1112; † 21. November 1150) war ein König von Navarra aus dem Haus Jiménez. Er wird gelegentlich auch als García VI. gezählt, sofern die Könige von Pamplona aus dem Haus Iñiguez mit einbezogen werden.

## Leben
Garcia IV. war ein Sohn des navarresischen Infanten Ramiro Sánchez, Herr von Monzón und Logroño, und der Cristina Rodríguez, einer Tochter des berühmten Rodrigo Díaz „El Cid“ de Vivar. Sein Großvater Sancho Garcés war ein unehelicher Sohn des Königs García III. von Navarra gewesen, weshalb er nach der Ermordung seines Halbbruders Sancho IV. 1076 in der Thronfolge der Könige von Aragón übergangen worden war, die ebenfalls dem navarresischen Haus Jiménez angehörten. Navarra und Aragón waren seither für mehrere Jahrzehnte in Personalunion vereint gewesen.
Nach dem Tod seines Vaters übernahm García die Herrschaft in Monzón und Logroño und diente seither seinem Vetter, König Alfons I. von Aragón-Navarra. Im August 1134 kämpfte er in der Schlacht von Fraga gegen die Mauren mit und floh nach der Niederlage mit dem tödlich verwundeten König in das Kloster San Juan de la Peña, wo der König starb. Obwohl Alfons I. seine Königreiche per Testament den Ritterorden der Templer und Hospitaliter vermachte, überging der aragónesische und navarresische Adel diesen letzten Willen. Während die Aragónesen mit Ramiro II. den Bruder des toten Königs zu ihrem neuen König wählten, entschieden sich die Navarresen in Pamplona für García, um so die nunmehr 58-jährige Personalunion mit dem ungeliebten Aragón zu beenden. Die zwei neuen Könige räumten die dadurch entstandenen Konfliktfelder im Frühjahr 1135 bei einem Treffen in Vadoluongo aus, indem das Verhältnis Garcías gegenüber Ramiro II. wie das eines Sohnes zu seinem Vater definiert wurde, was also einer Adoption mit inbegriffener Unterordnung Navarras gegenüber Aragón gleichkam. Dieses Verhältnis weichte García aber noch im selben Jahr auf, als er in Nájera gegenüber König Alfons VII. von León-Kastilien als dessen Vasall huldigte und von diesem den Schwertleite erhielt. Der leónesische König beanspruchte nämlich eine imperiale Oberhoheit als „Kaiser von ganz Spanien“ über alle Reiche der iberischen Halbinsel.
Aber auch mit dem „Kaiser“ geriet García bald in Konflikt, als er seine Vasallität aufkündigte und Ansprüche auf La Rioja erhob, ein alter navarresischer Landstrich, der schon länger unter der Kontrolle von León-Kastilien stand. Dazu verbündete er sich mit Alfons I. von Portugal und vereinbarte mit ihm einen Zweifrontenkrieg gegen Alfons VII. Gegenüber dem „Kaiser“ geriet García jedoch schnell in die Defensive, nachdem sein Verbündeter nach unterlegenem Kampf früh aufgab. Weiterhin verbündete sich Alfons VII. mit Raimund Berengar IV. von Barcelona, der seit 1137 auch in Aragón herrschte; und beide Herrscher griffen nun ihrerseits Navarra an zwei Fronten an. Während García gegen den Grafen von Barcelona in einer Schlacht zunächst noch siegreich war, musste er gegen Alfons VII. eine Niederlage hinnehmen. Nachdem seine Feinde im Februar 1140 im Pakt von Carrión die Aufteilung von Navarra vereinbart hatten, unterwarf sich García auf Vermittlung des Grafen Alfons Jordan von Toulouse erneut dem „Kaiser“ und sprengte somit die Allianz seiner Gegner. Die Unterwerfung wurde durch seine Verlobung mit einer Tochter des „Kaisers“ untermauert. Den Krieg gegen den Grafen von Barcelona setzte García hingegen fort und besetzte zeitweise Tarragona. Im Jahr 1147 nahm er an dem Feldzug zur Eroberung von Almería teil.

## Ehen und Nachkommen
In erster Ehe war García nach 1130 mit der französischen Adligen Margarete de l'Aigle († 25. Mai 1141) verheiratet, Tochter von Gilbert, Herr von l'Aigle und dessen Gattin Juliane von Le Perche (Haus l’Aigle). Mit ihr hatte er zwei Töchter und einen Sohn:
- Margarete (* 1128; † 1183), ⚭ 1150 mit König Wilhelm I. von Sizilien (1122–1166).
- Sancho VI. der Weise (* 1133; † 1194), König von Navarra 1150–1194.
- Blanka (* 1137; † 1156), ⚭ mit König Sancho III. von Kastilien (1134–1158).

Am 24. Juni 1144 heiratete er unter großem Pomp in León in zweiter Ehe Urraca la Asturiana (* 1132; † 1189), eine illegitime Tochter Alfons’ VII. von León-Kastilien. Mit ihr hatte er eine Tochter:
- Sancha (* 1148; † 1176), 1. ⚭ 1165 mit Gaston V. († 1170), Vizegraf von Béarn (Haus Gabarret); 2. ⚭ 1173 mit Pedro Manrique de Lara, Vizegraf von Narbonne (Haus Lara).

Mit einer Mätresse hatte er einen illegitimen Sohn:
- Rodrigo Garcés († 1172), Graf von Montescaglioso.